# Eduardo Herrera Riera
Pour les articles homonymes, voir Riera.
Eduardo Herrera Riera, né le 7 septembre 1927 à Carora au Venezuela et mort le 27 octobre  2012 à Lara, est un prélat vénézuélien du XXe siècle.
Riera est ordonné prêtre en 1955 et nommé évêque auxiliaire de Cumana et évêque titulaire de Sesta en 1965. En 1966 il est nommé évêque de Guanare. En 1970 il est transféré à Barquisimeto comme évêque auxiliaire et nommé évêque titulaire d'Ubaza (de). En 1994 enfin il est  nommé évêque de Carora. Riera prend sa retraite en 2003.